# Primärt mineral
Primärt mineral är ett mineral som bildas samtidigt som den bergart det ingår i och är den eller de väsentliga mineraler som används för att klassificera bergarten tillsammans med eventuella tillbehörsmineraler. I malmavsättningsgeologi uppstår hypogenprocesser djupt under jordens yta och tenderar att bilda avlagringar av primära mineraler, i motsats till anrikning som uppstår på eller nära ytan, och tenderar att bilda sekundära mineraler.

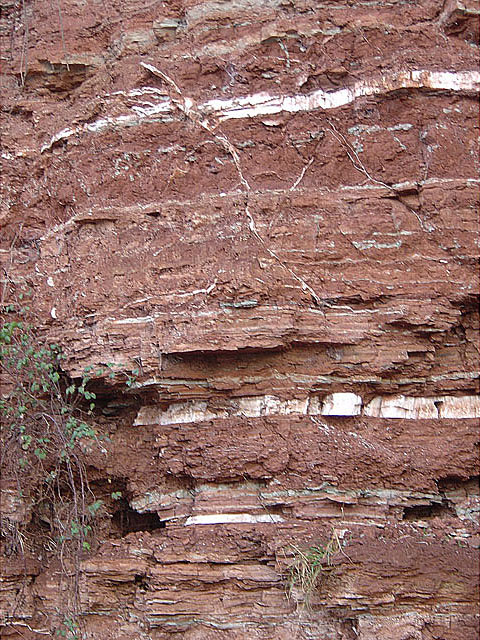
Vita vener av gips (primärt/sekundärt sulfatmineral) nära Gunthorpe, Nottinghamshire, England

Den elementära och mineralogiska sammansättningen av primära bergarter bestäms av den kemiska sammansättningen av det vulkaniska eller magmatiska flödet från vilket det bildas. Extrusiva stenar (som basalt, ryolit, andesit och obsidian) och påträngande stenar (som granit, granodiorit, gabbro och peridotit) innehåller primära mineraler som kvarts, fältspat, plagioklas, muskovit, biotit, amfibol, pyroxen och olivin i varierande koncentrationer. Dessutom förekommer primära sulfatmineraler i magmatiska bergarter. Primära sulfatmineraler kan förekomma i vener, som haüyn, noselit, baryt, anhydrit, gips (primärt och sekundärt mineral), celestin, alunit (primärt och sekundärt mineral), creedit och taumasit.
Primära mineraler kan användas för att analysera geokemiska spridningshalos och indikatormineraler. Dessutom är de mest dominerande primära mineralerna i jordar silikatmineraler. En mängd olika kiseldioxidgrupper har upptäckts och kontrolleras av deras bindningsarrangemang och kiseldioxidtetraeder.

## Geokemi

### Geokemiska spridningshalon
Primära malmfyndigheter innehåller primära malmer som kan utveckla en geokemisk spridningshalo känd som primära spridningsuttryck. "Dessa primära uttryck är syndepositionella till sin natur och kan därför förekomma vid eller nära tiden för malmbildningen". Primära malmuttryck kan visa förändring av värdbergarterna. Dessa ändringar är kiselbildning, pyritisering, sericisering, klorisering, karbonatförändring, turmalinisering och greisen.

### Indikatormineraler
Tunga indikatormineraler kan leda till en god approximation av primär geologi och förekomst av mineralfyndigheter. Primära indikatormineraler kan användas för att identifiera guldfyndigheter, kimberliter och massiva sulfidavlagringar. Indikatormineralerna används vidare för att spåra spridningståg i vattendrag, vilket kan bestämma platsen för primära malmer/mineraler och deras källa.

## Egenskaper

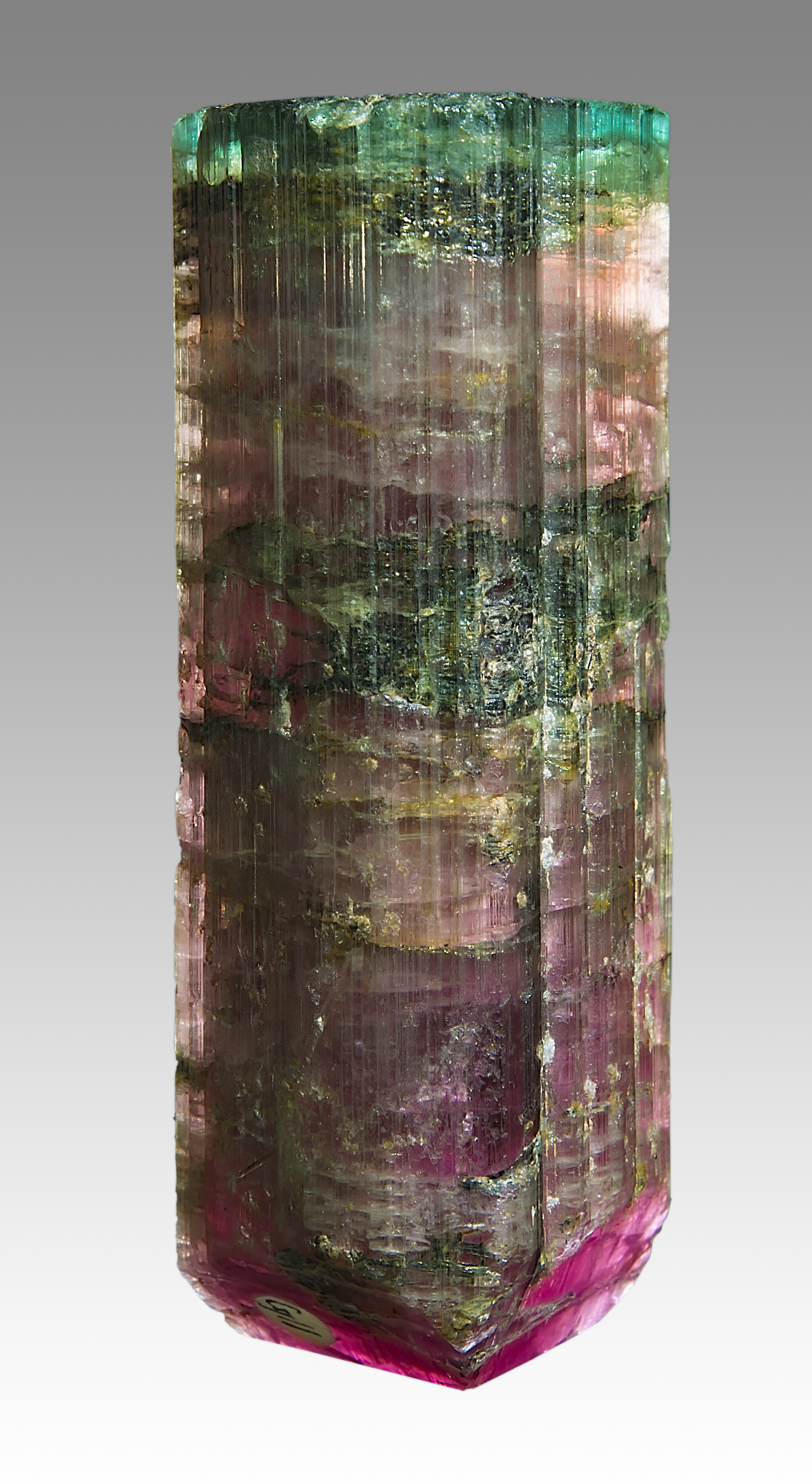
Elbait (tourmalin) från Minas Gerais, Brasilien

Mineraler i jordar finns i två typer; primära och sekundära. "Ett primärt mineral har inte förändrats kemiskt sedan dess kristallisation från en kylande magma." Dessutom definieras ett primärt mineral som ett mineral som finns i jord men som inte bildas i jord, medan sekundära mineraler bildas under vittring av primära mineraler.Det senare definieras ytterligare av Dr. Broome från North Carolina State: partikelstorleken för primära mineraler är i första hand större än 2 μm, vilket omfattar silt, sand och grus. De mest dominerande primära mineralerna i jord är silikatmineralerna. Silikatmineraler består till mer än 90 procent av mineralerna i jordskorpan. Det finns sex kiseldioxidmineralgrupper, baserade på bindningsarrangemang, och kiseldioxidtetraeder. Kiseldioxidgrupperna är nesosilikater, sorosilikater, cyklosilikater, inosilikater, fyllosilikater och tektosilikater. Tektosilikater som kvarts och cristobalit är vanliga i jordar. Fyllosilikater är kända som arksilikater och omfattar muskovit-, biotit- och lermineraler. Cyklosilikater är kända som ringsilikater med bland annat turmalin. Inosilikater är kända som enkel-/dubbelkedjiga silikater och omfattar amfiboler och pyroxener. Sorosilikater innehåller dubbla silikatetraedrar, som vesuvianite. Nesosilikater har en silikatetraeder, som olivin.
Jordskorpan och jordarterna domineras av kiselsyra i kombination med Na-, Al-, K-, Ca-, Fe- och O-joner. Följande element är komponenter i primära mineraler, medan primära mineraler är komponenter i moderbergarter. Primära bergarter är källan till primära mineraler och primärvatten. Enligt W. A. Tarr (1938) är fyndigheterna av primära mineral resultatet av direkt magmatisk verkan. Han konstaterar att klyvningen av magma resulterar i att de grundläggande magmatiska bergarterna och deras åtföljande grupp av tillbehörsmineral bildas av den första kristallisationen i magman, å ena sidan, och i de sura magmatiska bergarterna och en andra grupp av tillbehörsmineral som bildades genom avsättning från resterande moderlutar.

## Förädling av primärmalmer
Lakning av primära sulfatmineraler sker genom processen för biolakning för separering av primära sulfidmalmer. Primära malmer utvinns också genom separation av täta media (DMS), vilket är en teknik som bygger på borttagning av gråberg genom variation av specifik vikt inom partiklar. De täta mineralerna (hög specifik vikt) som innehåller primärmalmer sjunker, och de lättare gångmineralerna flyter upp till ytan. DMS-anläggningar har använts i stor utsträckning för olika gruvtillämpningar, som förädling av litiumhaltiga malmer från pegmatiter, som det huvudsakliga litiumhaltiga mineralet som kallas spodumen. En annan metod för förädling är  magnetisk separation, som innebär separering av järnbärande gråberg, som hematit. Hematit kan inte användas i järn- och stålindustrin utan förädling. Rostning av primära låggradiga malmer, som siderit och hematit sker ytterligare och bildar magnetit. När omvandlingen av järnoxider inträffar kan magnetisk separation fortsätta utvinning av magnetiska malmer. Dessutom är en annan förädlingsteknik som används för primärmalmer skumflotation, som används efter rostning av primärmalm, där magnetiten (eller annan primärmalm) separeras ytterligare och bildar ett koncentrat.